# Ед Коен
Ед Коен (англ. Ed Coan, нар. 24 липня 1963) — американський паверліфтер. Багато хто вважає його найкращим паверліфтером в історії цього спорту.

## Рекорди
За час своєї спортивної кар'єри встановив більше 71 світових рекордів. Також став першим спортсменом-паверліфтером який перетнув бар'єр в 1000 кілограм загальної ваги (до загальної ваги зараховано: Мертве зведення, Вивага лежачи і Присідання).
- Мертве зведення: 409 кг
- Вивага лежачи: 265 кг
- Присідання: 462 кг

## Тести на допінг
За всю кар'єру спортсмена позитивним тест на допінг був всього три рази. Перший раз він тимчасово припинив виступи у 1985 році за використання Дека-дураболіну, анаболічного стероїду. У 1989 році ситуація повторилася. У 1996 році на IPF Відкритий чемпіонат світу серед чоловіків у Зальцбурзі, Австрія, він втретє провалив тест на допінг, після чого IPF довічно заборонила йому брати участь у змаганнях. Навіть не дивлячись на те що Ед посів перше місце, перемогу йому не зарахували а його ім'я було видалене з переліку учасників.